# Hinchada del Club Atlético Chacarita Juniors
La hinchada del Club Atlético Chacarita Juniors hace referencia al grupo de seguidores que posee el club. Conocida por el nombre la Famosa Banda de San Martín, denominación de la barra brava.
La barrabrava de Chacarita ha sido señalada como una de los más feroces y violentas luego de duras peleas internas con muertes, heridas de arma y cruces con otras barras. Sus mayores rivales son la Banda de Villa Crespo, perteneciente al Club Atlético Atlanta, por la rivalidad histórica que comparten estos dos equipos en el marco deportivo. Por cuestiones ideológicas de los bohemios, los barras funebreros han entonado cánticos antisemitas en los clásicos, lo cual le ha valido al club sanciones por este acto de los hinchas.

## Día del hincha
Se suele festejar el día del hincha de Chacarita todos los 26 de marzo, en alusión a un acontecimiento ocurrido ese mismo día en 1994. En un partido contra Almagro, ambos equipos se presentaron con camisetas suplentes que lucían colores similares, por lo que los propios hinchas de Chacarita les proporcionaron las camisetas que portaban a los jugadores, evitando así la suspensión del encuentro por parte de las autoridades.

## Popularidad del club
Una encuesta de hinchas a nivel nacional realizada por el canal televisivo de deportes TyC Sports el 16 de marzo de 2022 realizada de manera virtual a través del sitio web oficial del canal en un periodo de 2 meses, en donde en total participaron 1 084 862 votantes dio como resultado que el club Chacarita finalizase como el décimo sexto equipo con más hinchas del país y el primero con más hinchas en zona norte (GBA).

## Ideología
Aunque la fundación del club se realizó en un local del partido socialista de la 17.ª sección ubicada en las esquinas de Dorrego y Giribone (hoy Córdoba) de la Ciudad de Buenos Aires, se suele relacionar a la hinchada con el Peronismo.[¿según quién?]  Sin embargo, nunca se hizo pública una posición clara de la hinchada con respecto a alguna ideología política.

## Polémicas

### Cánticos antisemitas
Los mayor rivalidad que posee la hinchada funebrera es con Atlanta, club del barrio de Villa Crespo, de gran influencia judía. Es común que en los clásicos contra los bohemios, la barra entonase cánticos que banalicen el holocausto, como contraposición de sus rivales.
En 2012, el Centro Wiesenthal de América Latina emitió un comunicado a la Asociación del Fútbol Argentino pidiendo una sanción por las expresiones antisemitas de su barra. En un histórico fallo, la AFA le descontó un punto al equipo en el Campeonato de Primera B Nacional

## Enfrentamientos

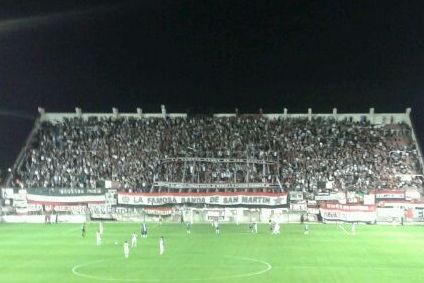
Tribuna del estadio de Chacarita con la barra brava presente

La hinchada de Chacarita posee rivalidades con los hinchas de Atlanta, por la rivalidad histórica que estos dos clubes comparten en el ámbito deportivo. Lo mismo ocurre con Nueva Chicago. Por otra parte, otros rivales destacables son Tigre (La Banda del Matador), Platense (La FIel), Quilmes (Indios Kilmes), Almirante Brown (La Banda Monstruo), Los Andes, Boca (La 12) y Morón (Los Borrachos de Morón).

### Contra Boca Juniors
En agosto de 2003, la barra de Chacarita rompió las puertas de acceso de La Bombonera. Dentro del estadio, arrojaron objetos a la tribuna donde se encontraban los hinchas de Boca. En el segundo tiempo del partido, comenzaron a vandalizar la cancha y hubo graves incidentes después de que La 12 se metiera a pelear. El partido se tuvo que suspender a los 67 minutos, con más de 60 heridos y ningún detenido. La violencia surge a raíz del odio que la hinchada le tiene a Gabriel Brazenas, árbitro de ese partido.

### Contra River Plate
En el Torneo Clausura 2000, los Borrachos del Tablón atacaron a los hinchas de Chacarita en Avenida Libertador, en la entrada al estadio Monumental. Adentro del recinto, los funebreros comenzaron a romper las butacas y tuvieron que ser frenados por los bomberos. Al siguiente torneo, la dirigencia de River pidió no jugar en el estadio de Chacarita, ubicado en el partido de General San Martín, para evitar incidentes.
En 2009 los barras de Chacarita generaron desorden en el barrio de Belgrano. Hubo asaltos, intercambio de proyectiles con hinchas de River y enfrentamientos con la policía. De tal magnitud fue este enfrentamiento que tuvo que intervenir un helicóptero de la Policía Federal.

### Contra Morón
En 1998, ambas hinchadas tuvieron un violento enfrentamiento antes y después de un partido, que dejó a un policía herido, 70 detenidos y a un simpatizante de Morón con balas incrustadas en su cuerpo

### Contra Tigre
En 2007 hubo un enfrentamiento entre los simpatizantes del funebrero y el matador en avenida General Paz. Hubo siete hinchas y tres policías heridos, 40 simpatizantes detenidos y tres automóviles policiales destrozados.

## Amistades
Los hinchas, también tuvieron algunas amistades con clubes argentinos o del exterior.
- Los hinchas de Chacarita y Argentinos Juniors tuvieron una gran lazo de amistad, debido a que compartían la misma ideología política, el peronismo.[24]
- La banda del Funebrero y La Guardia Imperial de Racing también tuvieron amistad, originándose cuando Chacarita brindó apoyo institucional a la Academia cuando se encontraba en la quiebra. Sin embargo, por disputas internas entre los funebreros, esa amistad se terminó.[25]
- Con Alianza Lima de Perú ha existido una buena relación, que surgió cuando el club blanquiazul concurrió a Buenos Aires y arreglaron con sus pares funebreros para que viajaran a Montevideo a alentar a los jugadores aliancistas.[26]
- La amistad con Los Guerreros de Rosario Central, es una de las más antiguas y reconocidas del fútbol argentino. Surge en la década de 1960, cuando Juan Domingo Perón convocó a las hinchadas más populares.[27]
- La amistad con Club Atlético Unión donde en varios enfrentamientos entre ambos equipos en la Primera Nacional se pueden encontrar hinchas del equipo rival en la tribuna popular de cada club.
- La amistad con San Pablo de Brasil, hay una relación de amistad entre los hinchas del Chacarita Juniors y los hinchas de São Paulo, además La Famosa Banda de San Martin tiene amistad las barras Torcida Independente y con la Dragões da Real, los dos clubs tienen el rojo, negro y blanco en sus pendones (tricolores). La amistad entre los Funebreros y los Tricolores del Morumbi és una de las más grandes de la América.[cita requerida]